# Suore del Cuore Immacolato di Maria (Blon)
Le Suore del Cuore Immacolato di Maria, dette di Blon (in francese Sœurs du Cœur Immaculé de Marie, Sœurs de Blon; sigla CIM-BLON), sono un istituto religioso femminile di diritto pontificio.

## Storia

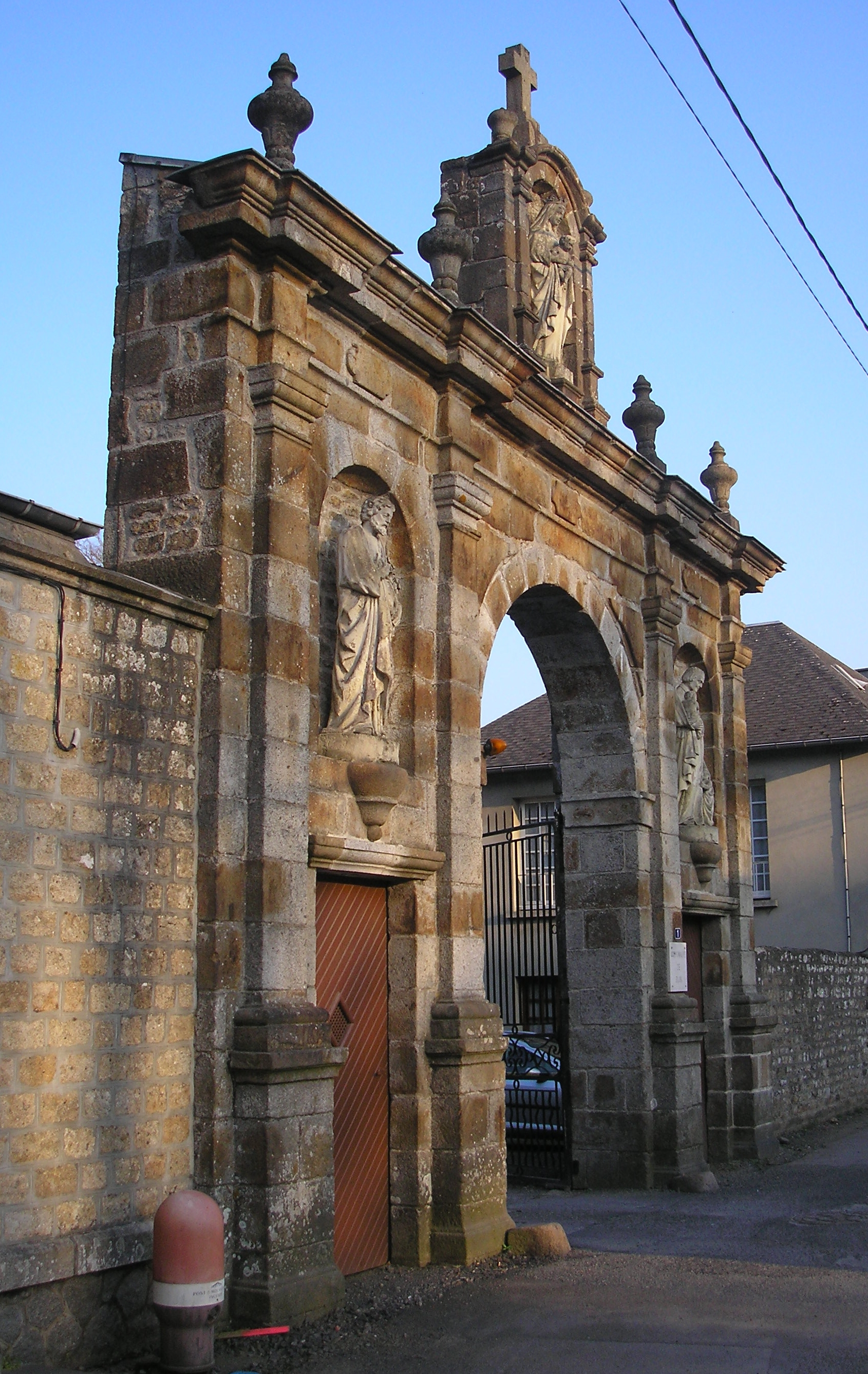
L'ingresso del convento di Blon, casa-madre della congregazione

La congregazione, detta in origine delle Figlie della misericordia del Cuore Immacolato di Maria, fu fondata nel 1842 a Blon, nei pressi di Vire, da Léontine Le Bègue de Germiny: la prima opera assunta dalle suore fu l'orfanotrofio avviato nel 1840 dal sacerdote Henri Achard de Saint-Manvieu presso la manifattura di panni di Blon.
L'istituto ricevette il pontificio decreto di lode il 20 febbraio 1861 e le sue costituzioni furono approvate definitivamente dalla Santa Sede nel 1872; furono aggregate ai claretiani il 21 febbraio 1955.

## Attività e diffusione
Le suore si dedicano all'istruzione e all'educazione cristiana della gioventù, alla visita ai malati e all'opera dei ritiri.
Oltre che in Francia, sono presenti in Irlanda e Regno Unito; la sede generalizia è a Blon, presso Vire.
Alla fine del 2015 l'istituto contava 18 religiose in 5 case.